# Robleda-Cervantes
Robleda-Cervantes es un municipio español de la provincia de Zamora y de la comunidad autónoma de Castilla y León.
Pertenece a la histórica y tradicional comarca de Sanabria y a la jurisdicción de Puebla de Sanabria. El municipio de Robleda-Cervantes se encuentra formado en 2013 por las localidades de Barrio de la Gafa, Barrio Lagarejos, Cervantes, Ferreros, Paramio, Robleda, Sampil, San Juan de la Cuesta, Triufé y Valdespino. Hasta principios del siglo XIX, existió también la localidad de Chaguaceda, actualmente un despoblado perteneciente al término de Robleda. Hasta 1973 también pertenecía a este ayuntamiento la localidad de Castellanos, fecha en la que se desanexionó y pasó a formar parte del ayuntamiento de Puebla de Sanabria.

## Geografía
Integrado en la comarca de Sanabria, se sitúa a 111 km de la capital zamorana. El término municipal está atravesado por la Autovía de las Rías Bajas A-52 entre los pK 78 y 79, así como por la carretera N-525, que discurre paralela a la anterior.
| Noroeste: Trefacio           | Norte: San Justo y Rosinos de la Requejada | Noreste: Rosinos de la Requejada                     |
| Oeste: Galende               |                                            | Este: Rosinos de la Requejada y Palacios de Sanabria |
| Suroeste: Puebla de Sanabria | Sur: Puebla de Sanabria                    | Sureste: Palacios de Sanabria                        |

### Geología
El relieve viene marcado por el valle del río Tera, que hace de límite por el suroeste con Puebla de Sanabria (a través del embalse de Cernadilla) y por el oeste con Galende, siendo bastante llano en general, salvo por el pico San Juan. La altitud del municipio oscila entre los 1416 metros (pico de San Juan) al noreste y los 900 metros en la orilla del embalse de Cernadilla. El pueblo de Robleda se alza a 1011 metros sobre el nivel del mar. Los arroyos más significativos en la zona son los arroyos Manzanal y Barrolino.

### Clima
El clima de este municipio es definido como Mediterráneo templado, con temperaturas medias anuales de 11,5 °C, siendo la media de mínimas del mes más frío de 1,1 °C y la media de máximas del mes más cálido de 29,9 °C. En cuanto a las precipitaciones la media anual se sitúa en los 781 mm, con una pluviometría media máxima en diciembre de 125 mm y una pluviometría media mínima en agosto de 14 mm.

### Flora
Se trata de una zona propicia para los rebollares húmedos (Holco-mollis-Querceto pyrenaicae sigmetum). Sin embargo la actividad humana ha transformado el paisaje vegetal desde antiguo, distinguiéndose en la actualidad las siguientes unidades diferenciadas:
- Prados y cultivos: parajes en los que se incluye prados y zonas de cultivo, con presencia de fresnos (Fraxinus angustifolia), abedules (Betula pendula), sanguiños (Rhamnus frangula), etc.
- Matorrales: con predominio del brezales de Erica australis, pero en los que se intercalan esocobonales (Cytisus) y cistáceas (Halimium).
- Pinares: zonas de repoblación de diversas épocas, en la que predomina el Pinus sylvestris, sguido del Pinus pinaster.
- Rebollares: El robledal (Quercus pirenaica) es la principal masa arbórea, mezclada en ocasiones con castaños y árboles de ribera, acompañado de un sotobosque formado por diversos arbustos y matorrales.
- Castañares: generalmente de plantación, aunque también pueden observarse mezclados en los rebollares.
- Vegetación de ribera: se encuentran situadas junto a las riberas y arroyos, predominando las especies del género Alnus, Faxinus, Salix y Populus.

### Fauna
Al disponer de una notable diversidad y riqueza vegetal, también dispone de una gran riqueza faunística, siendo algunos de los vertebrados más representativos:
- Peces: con abundancia de salmónidos (trucha común y asalmonada) y ciprínidos (barbo, boga y bermejuela).
- Anfibios y reptiles: con notable presencia, derivada de las favorables condiciones que les ofrece este territorio. Entre los anfibios destaca la presencia del sapo corredor, sapo partero, sapillo pintojo, rana listada, rana patilarga, ranita de San Antonio, tritón jaspeado, tritón palmeado, tritón ibérico, salamandra rabilarga y salamandra común. De los reptiles: culebra de collar, culebra viperina, culebra lisa meridional, culebra lisa norteña, culebra de escalera, culebra bastarda, víbora norteña, víbora hocicuda, lución, lagartija colilarga, lagartija ibérica, lagarto ocela o, lagarto verdinegro, lagartija serrana y eslizón común.
- Aves. Existe una variada avifauna, con fuerte presencia de especies migratorias. Dentro de ellas se distinguen:

- En las riberas: la focha común, la polla de agua, las lavanderas y el mirlo acuático.
- Rapaces: entre las diurnas se encuentran el águila real, el águila culebrera, el azor,el gavilán, el águila pescadora, el aguilucho cenizo, el halcón común, el milano negro, el ratonero común y el cernícalo vulgar, siendo estas dos últimas especies las más fácilmente observables. De las nocturnas merecen mención el búho real, el búho chico, el mochuelo común, el cárabo común y la lechuza común.
- Otras: en la sierra o en las laderas intermedias, especialmente las que contienen zonas de peña, se encuentran el roquero rojo, la chova piquirroja y la chova piquigualda. También se detectan otros córvidos como el arrendajo común, la urraca, la corneja negra y el cuervo. También es frecuente la presencia de gallináceas como la perdiz roja y la pardilla. Por último, la lista puede completarse con otras aves como las palomas (bravía y torcaz), avocetas, avefrías, alondras, abubillas, cogujadas, golondrinas, mirlos, zorzales, herrerillos, carboneros, gorriones, pinzones, verdecillos, pardillos, escribanos, etc.

- Mamíferos: destacan por su especial presencia los erizos, conejos, liebres, lobos, zorros, armiños, comadrejas, tejones, turones, nutrias, martas, garduñas, ginetas, gatos monteses, jabalís, ciervos comunes y corzos.

### Espacios protegidos
En el límite oeste del municipio se encuentra el LIC de las Riberas del río Tera y afluentes, en los que son fácilmente detectables buenas poblaciones de distintas especies de peces continentales, como la Lutra lutra y la Galemys pyrenaicus.
De especial interés es la presencia de poblaciones bivalvos como el Unio crassus y de Margaritifera margaritifera, principalmente en tramos del río Negro, al encontrarse cercana al límite de su distribución europea y ser una de las mayores poblaciones de la Región Mediterránea.

## Historia
Durante la Edad Media el término quedó integrado en el Reino de León, cuyos monarcas acometieron una repoblación de la comarca de Sanabria. Tras la independencia de Portugal del reino leonés en 1143 las localidades del término de Robleda-Cervantes habrían sufrido por su situación geográfica los conflictos entre los reinos leonés y portugués por el control de la frontera, quedando estabilizada la situación a inicios del siglo XIII.
Posteriormente, en la Edad Moderna, tanto Robleda como Cervantes y el resto de localidades del municipio se integraron en la provincia de las Tierras del conde de Benavente y dentro de esta en la receptoría de Sanabria. No obstante, al reestructurarse las provincias y crearse las actuales en 1833, las localidades del actual término pasaron a formar parte de la provincia de Zamora, dentro de la Región Leonesa, quedando integradas en 1834 en el partido judicial de Puebla de Sanabria.
Por otro lado, en torno a 1850, el municipio de Robleda tomó prácticamente su actual extensión territorial, al integrar en su término las localidades de Castellanos, Cervantes, Ferreros, Paramio, Sampil, San Juan de la Cuesta, Triufé y Valdespino. Hasta la reforma de la nomenclatura municipal de 1916 el municipio se llamaba simplemente Robleda. En dicha fecha su nombre fue modificado por el de Robleda-Cervantes. La extensión del actual término, no obstante, se debe a la desanexión de Castellanos del término en 1973 para agregarse al de Puebla de Sanabria.

## Geografía humana

### Núcleos de población

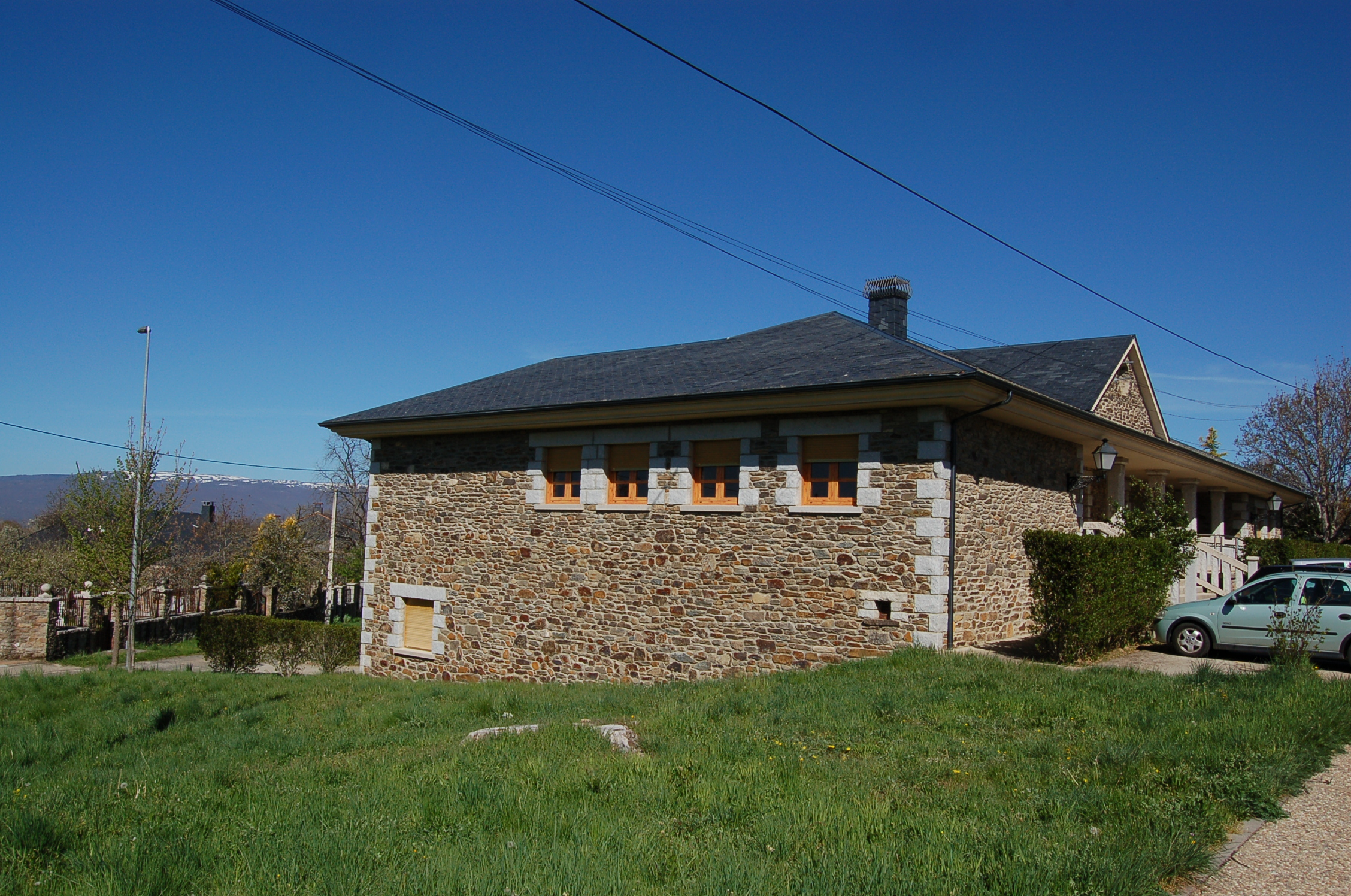
Casa consistorial

El municipio se divide en ocho núcleos de población, que poseían la siguiente población en 2024 según el INE.
| Núcleo de población   | Población |
| --------------------- | --------- |
| Valdespino            | 144       |
| Robleda               | 86        |
| Sampil                | 45        |
| Triufé                | 33        |
| San Juan de la Cuesta | 28        |
| Cervantes             | 26        |
| Paramio               | 20        |
| Ferreros              | 18        |

### Demografía
Cuenta con una población de 400 habitantes (INE 2024).
| Gráfica de evolución demográfica de Robleda Cervantes entre 1842 y 2021 |
| |
| Población de derecho según los censos de población del INE Población de hecho según los censos de población del INEEn estos censos se denominaba Robleda: 1842, 1857, 1860, 1877, 1887, 1897, 1900 y 1910 Entre el censo de 1857 y el anterior, crece el término del municipio porque incorpora a 495028 (Castellanos), 495038 (Cervantes), 495052 (Ferreros), 495091 (Paramio), 495114 (Sampil), 495117 (San Juan de la Cuesta), 495147 (Triufe) y 495153 (Valdespino) |

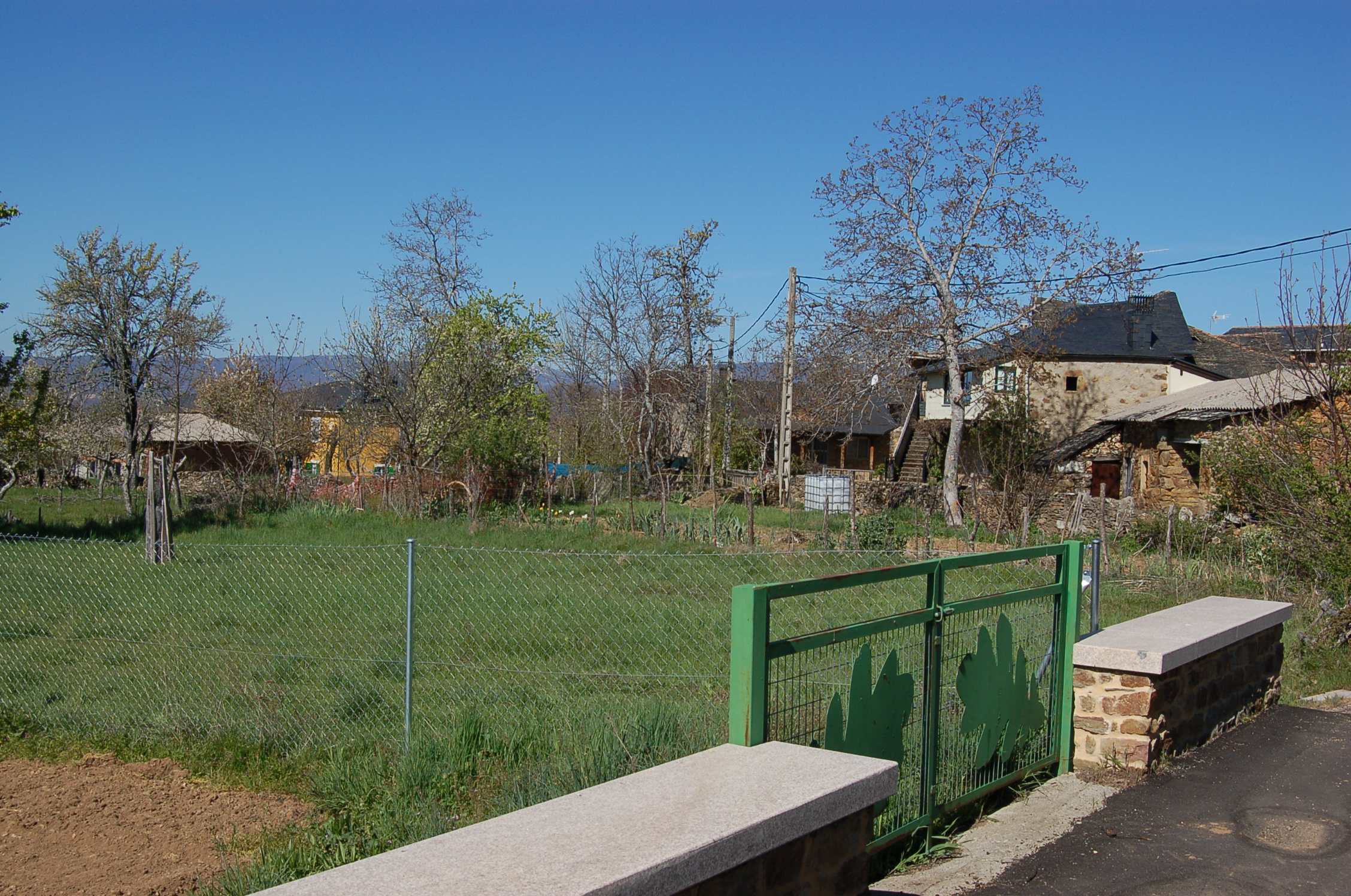
Vista parcial

El municipio presenta una disminución progresiva de población, principalmente a partir de 1950 como consecuencia del éxodo rural, y en especial de los estratos de población más jóvenes, lo que trae como consecuencia el acusado envejecimiento y el drástico descenso de la natalidad.

### Economía
Existen pequeñas explotaciones agrícolas atendidas por agricultores y ganaderos del municipio, dedicados al cultivo de pequeñas superficies de terreno y al mantenimiento de las pocas unidades ganaderas existentes, sin que las mismas puedan considerarse como grandes explotaciones.
El sector secundario cuenta con su pequeña presencia con la existencia unas pocas empresas y autónomos dedicadas a actividades propias de la construcción.
El sector terciario cuenta con dos bares y tres casas de turismo rural para el aprovechamiento de las posibilidades que ofrece el atractivo turísticos de este municipio.

## Monumentos y lugares de interés
El inventario arqueológico de la provincia de Zamora contempla algunos yacimientos en el municipio. Se han detectado restos arqueológicos en el Alto de Santo Toribio (Ferreros), en el Sierro de San Juan de la Cuesta y Cervantes, ermita de San Pelayo.
Por este territorio pasa el cordel de la Mesta que unía Puebla de Sanabria al Puente de Sanabria, además de veredas y coladas. Entre ellos el cordel Sanabrés, la vereda de Vidoleo, la vereda de Remesal a El Puente y la colada de Rozas a Valdespino.